# Premier Motorcycles
La Premier Motorcycles era una casa motociclistica britannica.
Venne fondata da W.H. Herbert e da W. Hillman nel 1876. La prima ragione sociale fu Hillman and Herbert Cycle Company. Nel 1892 venne modificata in Premier Cycle Company.

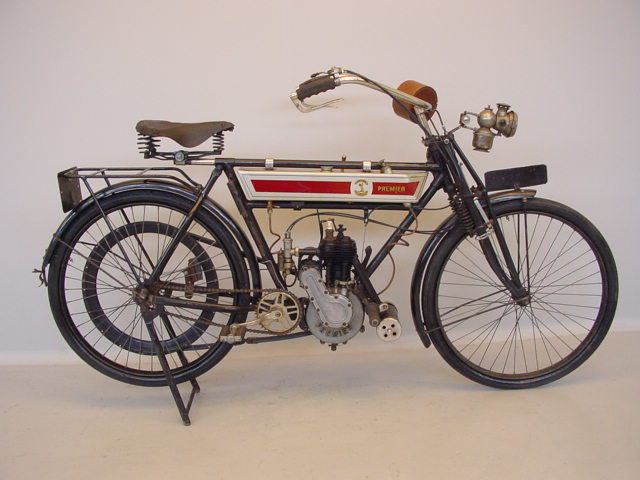
Premier del 1912

Oltre che produrre inizialmente alcune automobili su licenza belga e marchiate a suo nome, la prima motocicletta venne prodotta nel 1908 ed era dotata di motore a valvole laterali prodotto dalla White and Poppe e di una forcella Chater-Lea.
Il primo motore Premier, un bicilindrico a V, venne realizzato nel 1909 e l'anno successivo vide l'inizio della produzione di un motore monocilindrico di 499 cm³.
La società produsse una gamma di motociclette con la nuova ragione sociale, a partire dal 1914, di Premier Cycle Company (Coventry Premier Ltd).
Dopo la fine della prima guerra mondiale la società non riprese la produzione e nel 1921 venne acquisita dalla Singer & Co.
La produzione di moto Premier, su licenza, continuò per tutti gli anni trenta in Cecoslovacchia.